# Čestmíra
Čestmíra je ženské křestní jméno slovanského původu s významem „ctící mír,“ případně „mírumilovná.“ Podle českého kalendáře má svátek 8. ledna. Významově podobnými jmény jsou Ctirada a Ctislava. Mužským ekvivalentem je Čestmír.
Domácké nebo zdrobnělé podoby jsou Čestmírka, Česťa, Čestka, Míra, Mirka, Miruška.